# Helena Fernström
Helena Fernström, född 2 oktober 1969, är en svensk före detta friidrottare (häcklöpning och kortdistanslöpning). Hon tävlade för SoIK Hellas. Hon utsågs år 1991 till Stor grabb/tjej nummer 394. Hon är dotter till Bengt-Göran Fernström, syster till Maria Fernström och gift med Niklas Fernström.